# Jean de Sassenage
Pour les articles homonymes, voir Jean Ier.
Jean de Sassenage, décédé en janvier 1220, le 4 ou le 12, est un chartreux de la fin du XIIe et du début du XIIIe siècle, fait évêque et prince de Grenoble, sous le nom de Jean Ier.

## Biographie

### Origines
Jean de Sassenage (Joannes de Cassenatico, Joannes Cassenaticus) appartient à la famille dauphinoise de Sassenage. Sa date de naissance n'est pas connue. Il serait le fils, selon Nicolas Chorier (Histoire généalogique de la maison de Sassenage, 1669), de Guigues II, seigneur de Sassenage et d'Ainarde, ce que reprend l'érudit local Edmond Maignien (1870).

### Carrière ecclésiastique
Il semble avoir été prieur au prieuré Saint-Robert-de‑Cornillon, près de Grenoble,,, avant de prendre l'habit de Chartreux,.
Dans le conflit opposant le pape Alexandre III à l'empereur du Saint-Empire, Frédéric Ier (cf. Lutte du sacerdoce et de l'Empire), il soutient le parti alexandrin,. Cependant le siège épiscopal de Grenoble est entre les mains du parti impérial avec l'évêque Geoffroy, que le pape excommunie pour désigner Jean de Sassenage comme successeur,,. En raison du pouvoir de l'Empereur qui a placé la cité sous sa protection, Jean doit attendre la mort de l'évêque pour lui succéder.

### Épiscopat
Jean de Sassenage monte sur le siège épiscopal de Grenoble à la fin de l'année 1163 ou vers le début de l'année suivante,,. Il porte le nom de Jean Ier,,.
Il participe aux funérailles de la comtesse Clémence-Marguerite de Bourgogne, épouse de Guigues IV d'Albon, qui se déroule en janvier 1163/64,.
En 1170, il est présent lors de la donation de Bernard, abbé de Chalais à la Grande Chartreuse,.
Le traité, signé en août 1177 entre le Pape et l'Empereur, permet à l'évêque « de rentrer en grâce auprès de Frédéric ». L'année suivante, le 13 des calendes de septembre 1178 (20 août 1178), l'évêque de Grenoble obtient la confirmation des droits obtenus par l'évêque Geoffroy, en 1161,.
Il souscrits aux côtés des autres prélats de la province de Vienne, au Troisième concile du Latran (1179),. Il participe en tant que juge à résoudre le conflit opposant l'Église de Genève au comte de Genève (1184, 1188).
Lors de la mort du comte Albéric Taillefer de Toulouse, en 1183, son épouse, la Dauphine Béatrice d'Albon, épouse en secondes noces Hugues III de Bourgogne, qui hérite du titre comtal de Grenoble. Rapidement une « querelle » éclate entre les deux hommes à propos de terres, dont les suites trouvent une issue pacifique. La Dauphine, qui perd son nouvel époux, parti en croisade, et elle prend la régence du Dauphiné au nom de son jeune fils, André Dauphin.
La fin de son épiscopat est marquée par l'inondation de Grenoble en 1219, dans la nuit du 14 au 15 septembre. L'évêque, « âgé de plus de quatre-vingt ans », rédige un mandement à ses fidèles, intitulé « Diluvium  et destructio civitatis Gratianopolis, ac diversio pontis supra Isarnam, anno MCCXIX, die XIV septembris ».

### Mort et succession
Le Regeste dauphinois (1913) indiquait un « Obit de Jean, chartreux, évêque de Grenoble », le 1er juin (1195). Cependant l'ouvrage poursuit de le mentionner à travers les documents jusqu'en 1220.
Jean de Sassenage meurt le 4 (ou le 12) janvier 1219/20, selon le Regeste dauphinois. La Gallia Christiana enregistre l'année de sa mort en 1220. L'historien Auguste Prudhomme (1888) indique que le prélat est mort le 12 janvier 1219. Le site de généalogie Foundation for Medieval Genealogy donne la date précise du 4 janvier 1220.
Un autre chartreux de la Grande Chartreuse, Guillaume lui succède sur le trône épiscopal où il ne reste qu'une année avant de mourir, lui même remplacé par Pierre, qui reste à peine deux ans sur le siège.